# Casinaria monticola
Casinaria monticola är en stekelart som beskrevs av Thomson 1887. Casinaria monticola ingår i släktet Casinaria och familjen brokparasitsteklar. Utöver nominatformen finns också underarten C. m. corsicator.